# 徳川園
徳川園（とくがわえん）は、愛知県名古屋市東区徳川町にある日本庭園。
隣接して、国宝の「源氏物語絵巻」を展示する事で有名な徳川美術館や、河内本『源氏物語』を所蔵する名古屋市蓬左文庫がある。

## 概要
1695年に造営された尾張藩2代藩主徳川光友の隠居所の大曽根御屋敷跡（当時の敷地は約44ha）に築造された池泉廻遊式の大名庭園である。園内に配置された山、大曽根の瀧、渓流、龍仙湖、牡丹園、菖蒲田はそれぞれ、木曽山脈、木曽三川、伊勢湾、濃尾平野に見立てられてのものであり、自然の景観を凝縮している。これは、尾張国の、土地柄の豊かさを表現したものである。
また園内の龍門の滝は、尾張藩江戸下屋敷戸山荘跡（現在の早稲田大学戸山キャンパス）から発掘された龍門の瀧の遺構を移設したものである。通常の流量は多くはないが、約20分おきに激流となる仕掛けを施して、下流にある飛石を水に沈めるというかつての戸山荘でのエピソードを再現したものとなっている。瑞龍亭は、尾張徳川家が織田有楽斎を流祖とする有楽流を重用していたことから、有楽好みとした三畳台目の茶室である。躙り口手前の燈籠も有楽好みの燈籠を再現したものである。
敷地から離れて西にロータリーがあり、そこには古井戸と藪椿の姿が見えるが、これも古くは徳川園の一部であった。古井戸は明治期に作られたもの。藪椿は元は光友のお手植えだったが、やはり太平洋戦争時に失われたものの、今はその二代目が植えられている。園西側の黒門は明治22年に建立された欅づくりの三間薬医門であり、戦災を免れた徳川邸の遺構として今日に大名屋敷の記憶を留めている。

## 歴史
元は尾張徳川家の大曽根別邸で、2代藩主光友の時代、1694年（元禄7年）、または1695年（元禄8年）に隠居所として建造された。
光友の歿後大曽根別邸は、尾張藩家老の成瀬家、石河家、渡邊家に渡る。1889年（明治22年）、尾張徳川家の手に戻りその邸宅となったが、1931年（昭和6年）、尾張徳川家第19代当主徳川義親により名古屋市に寄贈された。翌年1932年（昭和7年）「徳川園」が公開された。だが、1945年（昭和20年）名古屋大空襲に被災して破壊された。1946年（昭和21年）4月に「葵公園」の名称で再開し、1989年（平成元年）4月に「徳川園」と改称された。「葵公園」の名称であった期間も地元では認知されず、相変わらず「徳川園」と通称されていたという。2005年（平成17年）に日本庭園として再び造営された。

## 所在地
- 愛知県名古屋市東区徳川町1001

## 交通手段
- 名古屋市営地下鉄名城線 大曽根駅下車、徒歩で約15分。（3番出口利用）
- 名古屋市営地下鉄桜通線 車道駅下車、徒歩で約15分。
- 基幹バス（市バス基幹2系統・名鉄バス）の「徳川園新出来」停留所下車、徒歩で約3分。
- 名鉄瀬戸線 森下駅下車、徒歩で約10分。
- JR中央本線 大曽根駅下車、南口から徒歩で約10分。

## 周辺
- 徳川美術館
- 名古屋市蓬左文庫
- 建中寺

## ギャラリー
- 大曽根の滝
- 龍門の滝
- 龍仙湖
- 虎仙橋
- 黒門
- 外側の塀
- 徳川園山車揃え（筒井町出来町天王祭）

## 脚註
1. 1 2  “徳川園　管理運営方針” (PDF language=ja).   名古屋市緑政土木局 (2014年8月1日). 2024年10月8日閲覧。
2. ↑  安田文吉 2005, p. 2.
3. ↑  “徳川園について”.   徳川園. 2024年10月8日閲覧。
4. 1 2  “やっと「徳川園」に 「葵公園」の名称改め請願 名古屋市が採択”. 毎日新聞. (1989年1月12日)